# Kognitive Wende
Kognitive Wende ist die Bezeichnung für eine Entwicklung innerhalb der Paradigmen der psychologischen Wissenschaftsgemeinde vom Behaviorismus hin zum Kognitivismus. Der Begriff der kognitiven Wende (englisch cognitive revolution) geht auf William Dember zurück, der ihn 1974 erstmals in einer Publikation verwendete. Über den Zeitpunkt, zu dem die Wende stattfand, besteht keine Einigkeit, die Angaben reichen von den 1940er bis zu den 1970er Jahren.

## Historische Entwicklung
Eine wichtige Station in der kognitiven Wende war Noam Chomskys Behaviorismus-Kritik (die selbst Gegenstand der Kritik ist), die er in seiner Besprechung von B.F. Skinners Buch Verbal Behavior formuliert hat. Berühmt wurde sein Satz

„It is quite possible – overwhelmingly probable, one might guess – that we will always learn more about human life and human personality from novels than from scientific psychology.“

(Übersetzung: Es ist durchaus möglich − überaus wahrscheinlich, könnte man annehmen – dass wir allemal mehr über menschliches Leben und menschliche Persönlichkeit aus Romanen lernen werden als durch die wissenschaftlich betriebene Psychologie.)
Pionierarbeit leistete Albert Bandura 1965 mit seinem „Bobo-doll-Experiment“, dessen Ergebnisse seiner Meinung nach nicht mehr mit behavioristischen Prinzipien erklärt werden konnten, sondern kognitive Prozesse verlangten (siehe Sozialkognitive Lerntheorie). Außerdem hat Ulrich Neissers Cognitive Psychology von 1967 dem Erkenntnisstand der „kognitiven Psychologie“ in der Wissenschaftsgemeinde zum Durchbruch verholfen.

## Kritik
Kritiker sprechen der kognitiven Wende den Charakter einer wissenschaftlichen Revolution (im Sinne von Thomas S. Kuhn) ab. Der behavioristische Ansatz wurde demnach – auch nach Ansicht führender Vertreter der kognitiven Wende – nicht im Sinne von Karl Popper falsifiziert, er ertrank nicht in einem „Meer von Anomalien“ und er war kein „degenerierendes Forschungsprogramm“ im Sinne von Imre Lakatos. Auslöser der kognitiven Wende war kein Versagen des behavioristischen Konzepts bei der Erklärung von Phänomenen, sondern vielmehr ein (soziologisch zu erklärender) Wechsel der Interessen der Forscher.
Die Empirie widerspricht zudem der These, dass die kognitive Wende einen Umbruch in der wissenschaftlichen Psychologie darstellt: So wurden von 1979 bis 1988 mehr Artikel in behavioristischen als in kognitiven Fachzeitschriften veröffentlicht; zudem wurden diese Artikel häufiger zitiert. Wäre der behavioristische durch den kognitivistischen Ansatz abgelöst worden, wäre als Befund zu erwarten gewesen, dass zunehmend kognitivistische Arbeiten veröffentlicht und diskutiert werden. Auch die Behauptung, die (behavioristische) Psychologie habe sich vor der kognitiven Wende kaum mit dem Denken, Fühlen usw. beschäftigt, trifft nicht zu. Sandy Hobbs und Mecca Chiesa überprüften diese These und fanden zahlreiche Belegstellen in einführenden Lehrbüchern der Jahre 1941–1964 (der angeblichen Blütezeit des Behaviorismus), in denen Psychologie als die Wissenschaft vom Verhalten und Erleben (oder Bewusstsein usw.) definiert und behandelt wird. Kein einziges Lehrbuch beschrieb die Psychologie nur als die Wissenschaft vom Verhalten.